# Oberdachstetten
Oberdachstetten là một đô thị ở huyện Ansbach bang Bayern nước Đức. Đô thị Oberdachstetten có diện tích 23,66 km², dân số thời điểm ngày 31 tháng 12 năm 2006 là 1706 người.